# Monumentos budistas de Sanchi
Os Monumentos budistas de Sanchi, em Madhya Pradesh (Índia), são um conjunto de monumentos declarados Património Mundial da Humanidade.

## Grande Stupa
A Grande estupa de Sanchi foi construída na dinastia Sunga que sucedeu a um período de grande insatisfação popular. Asóka foi o primeiro imperador desta autocracia religiosa baseada no budismo.
Após a morte de Asóka veio a dinastia de Andhras sendo que a produção artística dessas duas dinastias é chamada de "Primeiro Clássico".
Sua arquitetura era orientada segundo a cosmografia do Oeste asiático, sendo a stupa um diagrama do cosmo, representação visual de Buda. A construção da stupa era precedida de uma cerimônia geomântica, orientada por sacerdotes onde, através do lançamento de punhados de areia num plano, visualizavam-se mensagens divinas que orientavam sua construção.
As proporções são rigorosamente matemáticas e sua função é a de um relicário, guardando peças de valor religioso para a comunidade. Do quadrado ou do círculo da base vem a cúpula ou "anda" que simboliza o céu dos Deuses, encurtando o caminho entre o céu e a terra.